# KV15
A KV15, no Vale dos Reis em Egito, é a tumba do faraó Seti II da décima nona dinastia. A história da tumba ainda não é totalmente conhecida.
Hoje o sarcófago encontra-se perdido e restos de uma múmia desconhecida estão na tumba. A tumba foi aberta na Antiguidade e escavada por Howard Carter.